# Ladara
Ladara is een bestuurslaag in het regentschap Noord-Nias van de provincie Noord-Sumatra, Indonesië. Ladara telt 117 inwoners (volkstelling 2010).